# Умер, Ашик
Аши́к Уме́р или  Омер (крымскотат. Aşıq Ümer, Âşık Ömer, Ашыкъ Умер) (1621—1707) — средневековый поэт-ашик, один из наиболее известных представителей тюркоязычной ашикской поэзии в целом. 

## Жанр
Ашикская поэзия (крымскотат. ашыкъ — влюбленный) представляет собой особый вид литературного творчества, представители которого — народные поэты-певцы — сопровождают свои выступления игрой на струнно-щипковом музыкальном инструменте сазе. Отсюда и другое наименование этой поэзии — «поэзия саза».

## Биография
Жизнь Ашика Омера овеяна легендами; документальные свидетельства, касающиеся его личности, практически отсутствуют. По преданию, родился он в Гёзлёве (ныне Евпатория), там же получил образование и провел юность. Большая часть его последующей жизни прошла в скитаниях по Османской империи. Есть мнение, что Ашик Омер принадлежал к так называемым янычарским ашикам, то есть поэтам-певцам, сопровождавшим османские войска в походах. Как явствует из произведений поэта, в свои янычарские годы он побывал практически во всех уголках Османского государства. В его стихотворениях встречаются названия местечек и городов нынешних России, Польши, Турции, Болгарии, Румынии, Боснии, Греции. Скончался поэт в том же Гёзлёве, где и был похоронен.

## Память
Произведения Ашика Умера, в том числе и в переводах на русский язык, неоднократно издавались как в Крыму, так и за его пределами (Москва, Ташкент, Стамбул). Каждый год в Евпатории проходят ежегодные Ашикские чтения, посвященные жизни и творчеству средневекового поэта.
Именем Ашика Умера названы улица и переулок в Симферополе.